# Paepalanthus stephanophorus
Paepalanthus stephanophorus är en gräsväxtart som beskrevs av Silveira. Paepalanthus stephanophorus ingår i släktet Paepalanthus och familjen Eriocaulaceae. Inga underarter finns listade i Catalogue of Life.